# لوماري جامايكي
لوماري جامايكي (الاسم العلمي:Lomariopsis jamaicensis) هو نوع من النبات يتبع جنس اللوماري من الفصيلة اللومارية.